# ایستگاه لیون (متروی پاریس)
ایستگاه لیون (فرانسوی: Gare de Lyon‎) یکی از ایستگاه‌های خط ۱ و خط ۱۴ متروی پاریس است که در کنار ایستگاه لیون واقع شده و در سال ۱۹۰۰ تأسیس شده‌است. این ایستگاه در سال ۲۰۲۱ میلادی با ۲۸٬۶۴۰٬۴۷۵ مسافر سومین ایستگاه پرتردد پاریس بوده‌است.

## نگارخانه

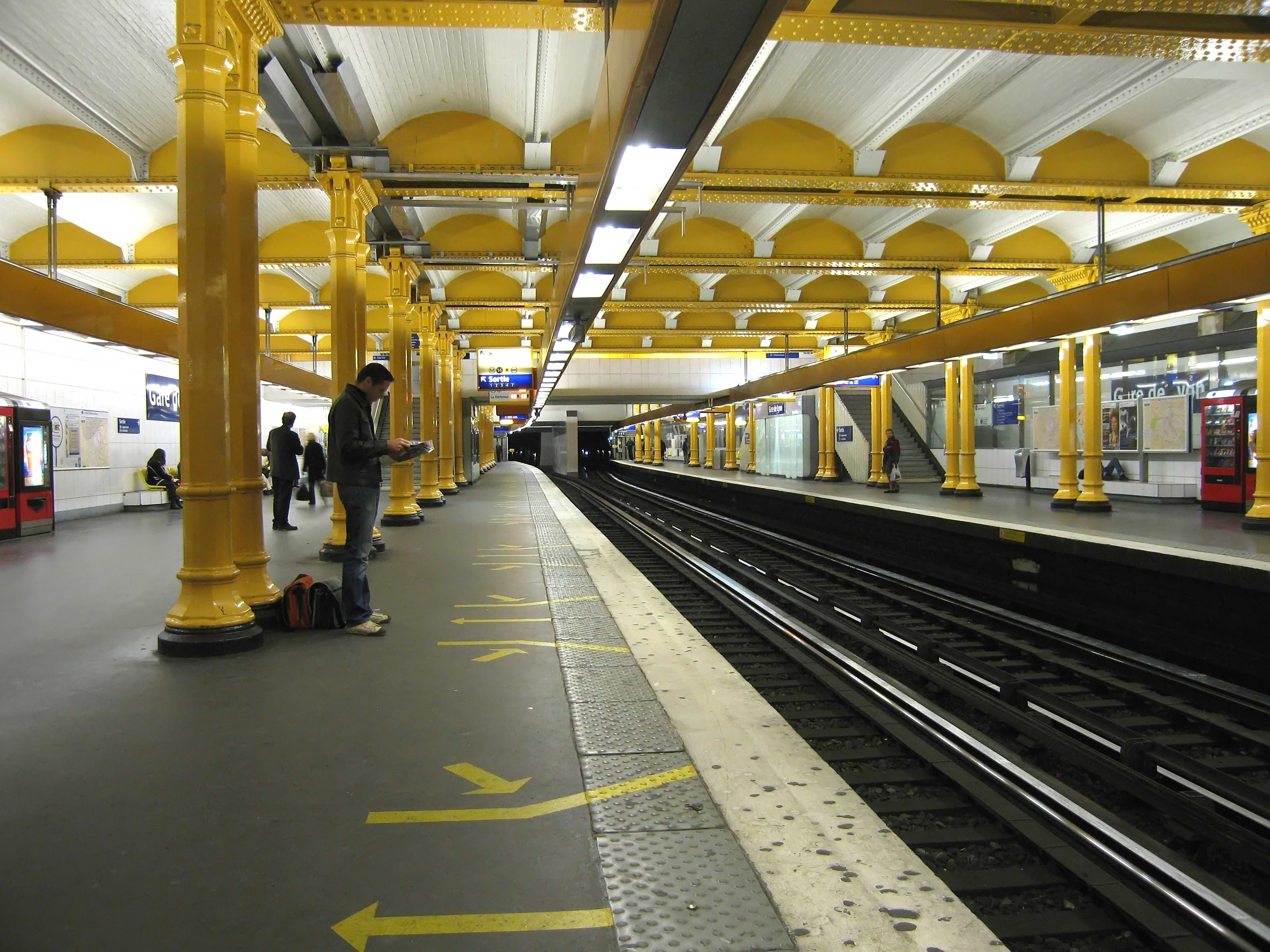
سکوهای خط ۱ متروی پاریس
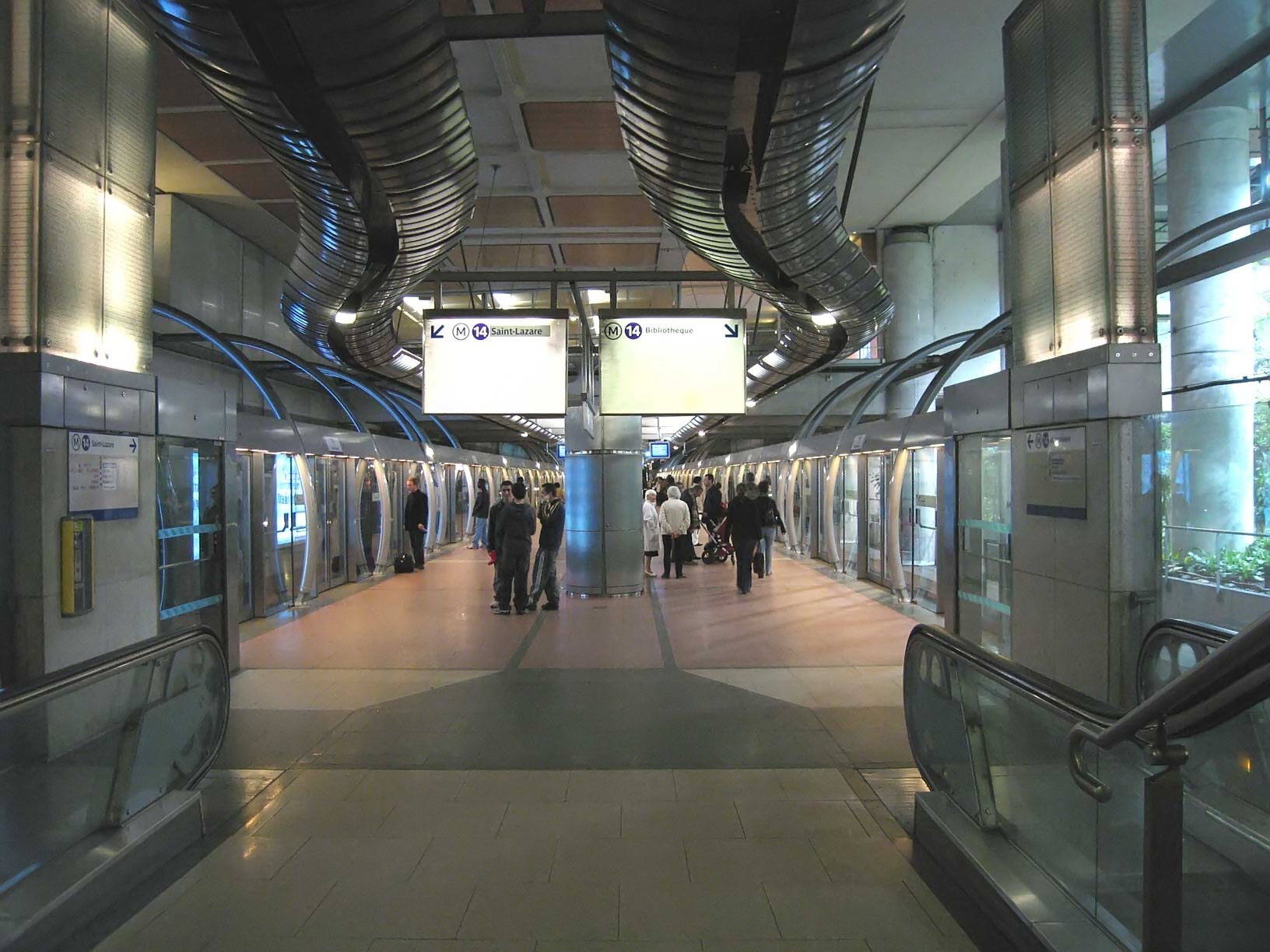
سکوهای خط ۱۴ متروی پاریس
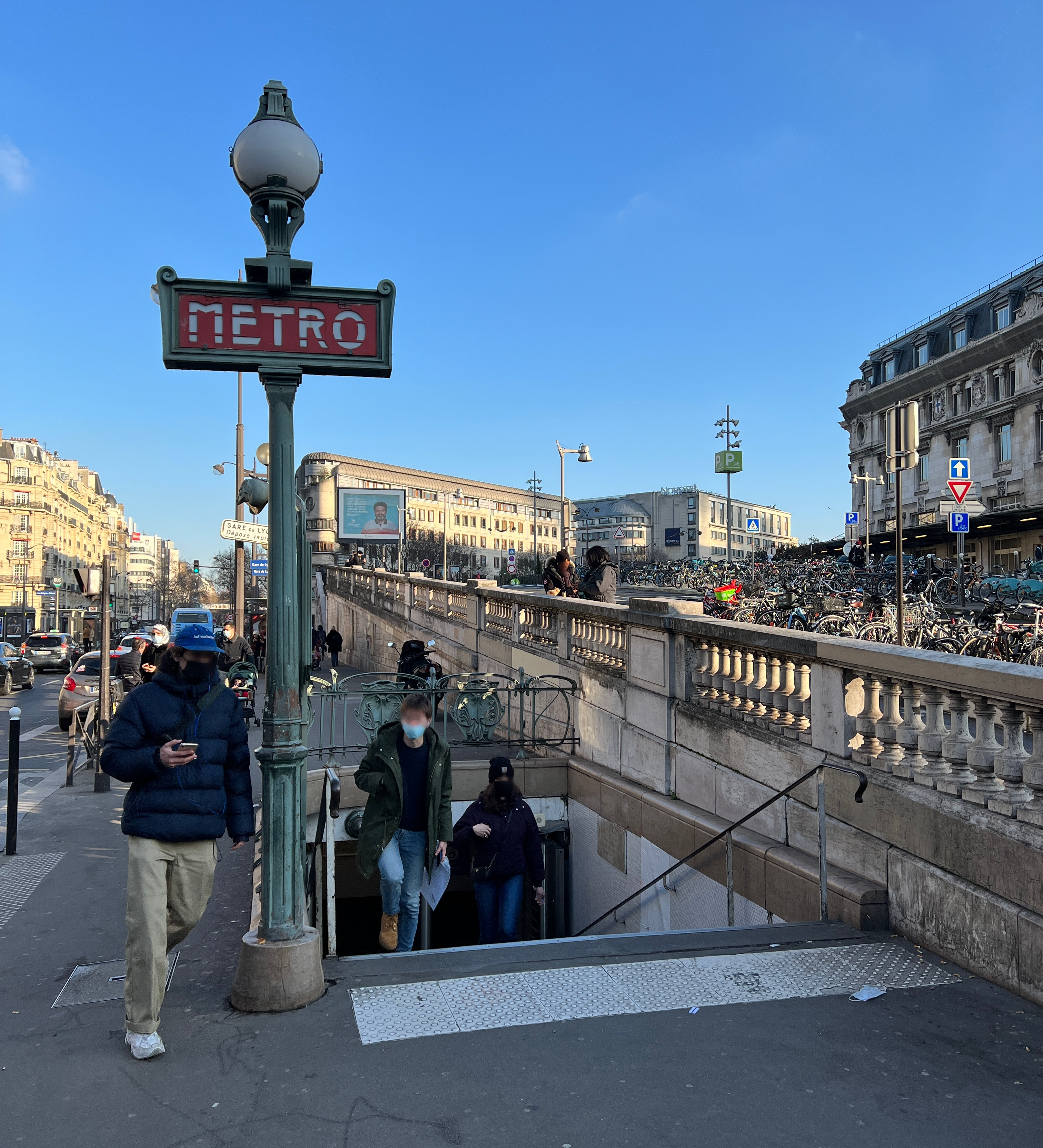
ورودی
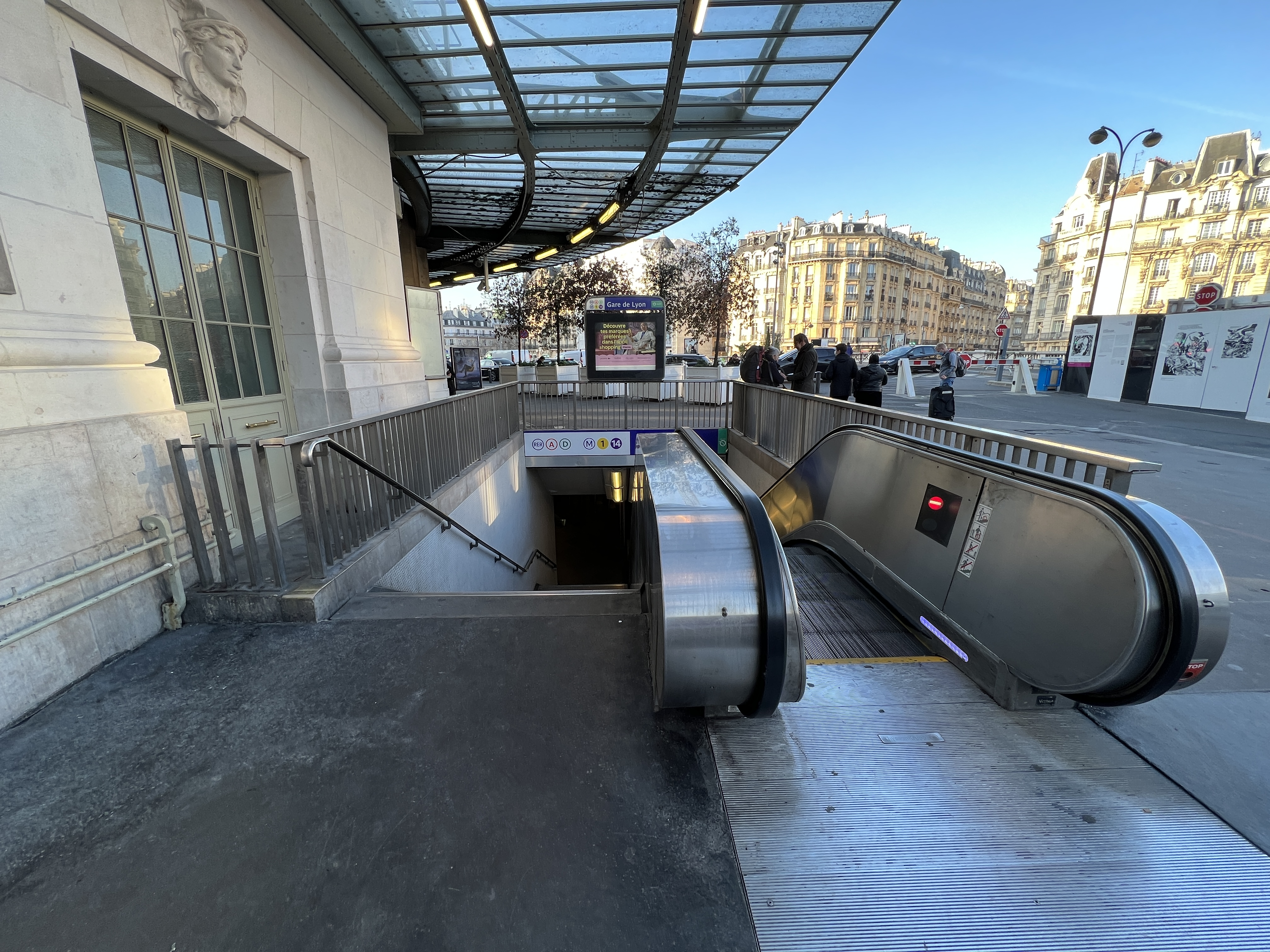
ورودی